# Licania octandra
Licania octandra là một loài thực vật có hoa trong họ Cám. Loài này được (Hoffmanns. ex Schult.) Kuntze mô tả khoa học đầu tiên năm 1891.